# Oberleitungsbus Rom
Der Oberleitungsbus Rom (italienisch Rete filoviaria di Roma) ist das Oberleitungsbus-System der italienischen Hauptstadt Rom. Die Linie 90 verbindet die nördlich der Altstadt gelegenen Vororte mit dem in der Innenstadt gelegenen Hauptbahnhof Roma Termini, wobei die Fahrzeuge im Stadtzentrum zwischen Porta Pia und der Endhaltestelle am Bahnhof Termini mit Hilfe eines Akku-Hilfsantriebes ohne Oberleitungen verkehren. Betreiber ist die örtliche Verkehrsgesellschaft ATAC.

## Geschichte

Roms O-Busnetz im Jahr 1960

Bereits zwischen 1937 und 1972 existierte ein weitläufiges O-Bussystem in der italienischen Hauptstadt. Dieses bestand zuletzt nur noch aus drei Linien, die jedoch aufgrund der Verwendung eines roten Liniensignals beziehungsweise eines gestrichenen Liniensignals alle die gleiche Nummer hatten. Das heißt, es existierten die Bezeichnungen 47, 47 und 47.

## Streckennetz

### Bestehendes Netz
Seit 2005 bis 2019 betriebene System besteht derzeit aus einer Expresslinie, die nicht an allen Autobushaltestellen entlang der 19,5 Kilometer langen Strecke hält:
| Linie | Strecke                                                                    | Taktfolge   | Typ         |
| ----- | -------------------------------------------------------------------------- | ----------- | ----------- |
| 90    | Termini – Porta Pia – Nomentana – Corso Sempione – Monte Cervialto – Labia | 6–7 Minuten | Radiallinie |

Die Strecke beginnt nördlich der Innenstadt im IV. Munizipium. Ausgangspunkt ist der Parco di Largo Labia im Stadtviertel Serpentara, das auf der Viale Titina de Fillippo durchquert wird. Den Campus der päpstlichen Universität der Salesianer im Nordosten umrundend verläuft die Strecke auf der Via Monte Cervialto stadteinwärts durch das Viertel Val Melaina und weiter auf der Via delle Isole Curzolane und der Via delle Vigne Nuove durch Tuffelo. Im Quartier Monte Sacro teilt sich die Strecke. Während die stadteinwärts fahrenden O-Busse eine Schleife durch die Viale Carnaro fahren, wird stadtauswärts die direkte Strecke über die Viale Adriatico genutzt.
Nach der Überquerung des Aniene auf der Ponte Tazio wird das II. Munizipium erreicht, das auf der Via Nomentana nahezu gradlinig durchquert wird. In der Innenstadt, wo an der Viale Regina Margherita zuerst die Straßenbahnstrecke der Linien 3 und 19 gekreuzt wird, endet die Oberleitung dann unweit nördlich der Porta Pia. Die Fahrleitungstrichter und das Ende der Oberleitungen befinden sich dabei auf der Via Nomentana etwa in Höhe der Einmündung Via Reggio Emilia.
Südlich der Piazza di Porta Pia verkehren die O-Busse im Batteriebetrieb durch die Via Venti Settembre, Via Pastrengo zur Piazza delle Finanze und weiter auf der Via Volturno zum Bahnhof Termini. Auf dem Rückweg wird zwischen Piazza delle Finanze und Piazza Pia über Via Cernaia und Via Palestro gefahren.
Eine zum 1. Dezember 2008 eingerichtete, vom Bahnhof Termini ausgehende und etwa auf halbem Weg vom Streckenverlauf abzweigende Linie 90D zur Largo Pugliese wurde am 18. Juni 2012 wieder eingestellt. Am nordöstlichen Streckenende dieser Zweiglinie verkehrten die O-Busse auf der Viale Jonio mangels Oberleitung für rund 1,5 Kilometer ebenfalls mit Akku-Hilfsantrieb. Das An- und Abdrahten erfolgte an der Haltestelle Adriatico/Lampedusa in Monte Sacro.

### Zukünftiges Netz
Ausgehend von den U-Bahnhöfen EUR Palasport, EUR Fermi sowie Laurentina im Süden der Stadt soll in den kommenden Jahren ein weiteres Liniennetz entstehen, welches die südlichen Vororte besser an das Metrosystem anbinden soll. Im Wesentlichen teilt sich das Vorhaben in zwei Korridore:
Ausgangspunkt des westlichen Korridors ist eine Schleifenfahrt im Bereich der U-Bahn-Stationen Palasport und Fermi. Von hier aus verläuft der Korridor nach Süden und umrundet die Sport- und Multifunktionsarena Palazzo dello Sport auf beiden Seiten. An der Kreuzung Oceano Pacifico soll eine Strecke weiter nach Westen in das Viertel Castellaccio führen, während der andere Ast weiter der Ausfallstraße Via Cristoforo Colombo folgt und jenseits der Ringautobahn A90 im Neubaugebiet Torrino Mezzocammino endet.
Kernstück des östlichen Korridors bildet eine Busspur auf der Via Laurentina, ausgehend vom gleichnamigen U-Bahnhof nach Süden. Weitestgehend unabhängig vom Individualverkehr soll die östliche Strecke aus der Stadt hinaus verlaufen. Der Endpunkt ist im Bereich Tor Pagnotta vorgesehen.
Am 8. Juli 2019 wurde der neue Oberleitungsbus 74 eingeweiht. Es verläuft auf einem eigenen Korridor von Metro Laurentina nach Fonte Laurentina.

### Bedienung
Der Streckenabschnitt vom Bahnhof Termini zur Porta Pia wird nicht durch Freileitungen elektrifiziert, da davon ausgegangen wurde, dass die zweiadrigen Freileitungen die Straßen in der Innenstadt entstellt hätten. Auf diesem Teil der Strecke werden die Oberleitungsbusse von Bordbatterien gespeist, die entlang der Abschnitte, auf denen die Kabel bereitgestellt werden, automatisch aufgeladen werden.
- 60 Express Largo Pugliese ↔ Piazza Venezia (nur zwischen Porta Pia und Piazza Sempione elektrifiziert);
- 74 Metro Laurentina ↔ Fonte Laurentina (5,5 km);

## Fahrzeugpark

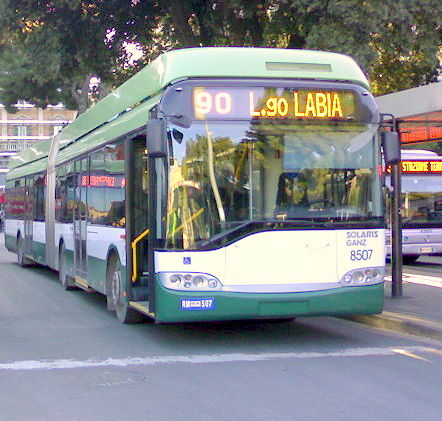
Solaris Trollino 18 im Akkubetrieb am Bahnhof Roma Termini

Zum Einsatz kommen 30 Gelenktrolleybusse vom Typ Solaris Bus & Coach Trollino 18 mit elektrischer Ausstattung von Škoda Electric (ehemals Ganz Transelektro). Die 2004 und 2005 gelieferten Fahrzeuge tragen die Betriebsnummern 8501 bis 8530 und verfügen über Akkus, womit auf dem oberleitungslosen Abschnitt im Stadtzentrum ebenfalls elektrisch gefahren werden kann.
Die polnischen O-Busse haben eine Länge von 18 Metern, sind 2,55 Meter breit und 3,49 Meter hoch.
Seit Frühling 2017 sind zudem 45 Gelenktrolleybusse vom Typ BredaMenarinibus/Škoda Avancity + SF in Betrieb. Die Wagen verfügen im Gegensatz zu den Solaris Trollino nicht über einen Akku-, sondern über einen Dieselhilfsantrieb.

## Betriebshof
Die Fahrzeuge werden vom Depot Rimesse aus eingesetzt, das an der Via di Monte Sacro in einer Flussschleife des Aniene liegt. Von der Haltestelle Sempione am nördlichen Brückenkopf der Ponte Tazio kann das Betriebsgelände von den O-Bussen per Akkubetrieb erreicht werden. Eine Oberleitung für Betriebsfahrten von und zum Depot existiert nicht.